# Osbornellus spicatus
Osbornellus spicatus är en insektsart som beskrevs av Beamer 1937. Osbornellus spicatus ingår i släktet Osbornellus och familjen dvärgstritar. Inga underarter finns listade i Catalogue of Life.